# Théorème des six cercles
Ne doit pas être confondu avec Théorème du sixième cercle de Miquel.

Diverses configurations illustrant le théorème. Dans la dernière, les cercles sont une fois sur deux confondus avec le cercle rouge.

En géométrie euclidienne plane, le théorème des six cercles s'énonce ainsi :

Soit un triangle quelconque, les côtés étant numérotés c1, c2 c3. On considère un cercle Γ1 quelconque, tangent aux côtés c1 et c2. Puis le cercle Γ2 tangent à Γ1, c2 et c3, le cercle Γ3 tangent à Γ2, c3 et c1, et ainsi de suite en « tournant » dans le triangle. Alors, le cercle Γ6 est tangent à  Γ1.
Autrement dit, le septième cercle construit est confondu avec le premier. La suite des cercles, a priori infinie, n'est, d'après le théorème, constituée que de six cercles différents au plus ,.
On ne considère, dans cette construction, que les cas où les points de contact sont situés sur les côtés du triangle et non sur leur prolongement.

## Histoire
Le problème des six cercles n'a été énoncé (et démontré) qu'en 1974,.
Une variante en a été étudiée en 2016 : le contact des cercles peut se faire sur une extension des côtés (pas seulement sur les côtés eux-mêmes), mais comme à chaque étape il y a deux choix possibles, on s'impose de toujours choisir le plus petit des deux cercles. Alors la suite des cercles aboutit aussi à un cycle de six, mais après une séquence pré-périodique qui peut être rendue arbitrairement longue en fonction du choix de la forme du triangle et du premier cercle.

Animation faisant apparaître les six cercles (les couleurs suivent l'ordre de l'arc-en-ciel).

## Construction des six cercles
Cette partie suit une démonstration proposée par Christoph Soland. Notons les sommets du triangle  {\displaystyle A_{1},A_{2},A_{3},A_{4}=A_{1}}, etc.

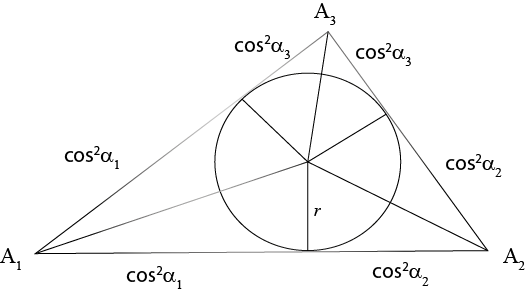

La suite des cercles est formée de : {\displaystyle C_{1}} de rayon arbitraire tangent à {\displaystyle [A_{1}A_{3}]} et {\displaystyle [A_{1}A_{2}]}, {\displaystyle C_{2}} tangent à {\displaystyle C_{1}}, {\displaystyle [A_{2}A_{1}]} et {\displaystyle [A_{2}A_{3}]}, etc. , {\displaystyle C_{i}} tangent à {\displaystyle C_{i-1}}, {\displaystyle [A_{i}A_{i-1}]} et {\displaystyle [A_{i}A_{i+1}]}.
Les points de contact du cercle inscrit découpent les côtés du triangle en six segments de trois longueurs que l'on nomme {\displaystyle x_{1}}, {\displaystyle x_{2}} et {\displaystyle x_{3}}. Si on choisit comme unité de longueur le demi-périmètre, on est assuré que ces trois longueurs sont comprises entre 0 et 1. Il existe donc trois réels {\displaystyle \alpha _{1}}, {\displaystyle \alpha _{2}} et {\displaystyle \alpha _{3}} compris entre 0 et {\displaystyle \pi /2} tels que {\displaystyle x_{i}=\cos ^{2}\alpha _{i}} (on a donc {\displaystyle \cos ^{2}\alpha _{1}+\cos ^{2}\alpha _{2}+\cos ^{2}\alpha _{3}=1}).
Dans ces circonstances, le rayon r du cercle inscrit est {\displaystyle \cos \alpha _{1}\cos \alpha _{2}\cos \alpha _{3}} (voir cercle inscrit).
De même il existe des réels {\displaystyle \varphi _{i}} compris entre 0 et {\displaystyle \pi /2} tels que {\displaystyle \cos ^{2}\varphi _{i}} représente la distance du sommet {\displaystyle A_{i}} aux points de contact de {\displaystyle C_{i}} avec les côtés issus de {\displaystyle A_{i}}.
Théorème — 
{\displaystyle {\begin{aligned}\varphi _{2}&=&\pi -\varphi _{1}-\alpha _{3}&&\\\varphi _{3}&=&\pi -\varphi _{2}-\alpha _{1}&=&\varphi _{1}+\alpha _{3}-\alpha _{1}\\\varphi _{4}&=&\pi -\varphi _{3}-\alpha _{2}&=&\pi -\varphi _{1}-\alpha _{3}+\alpha _{1}-\alpha _{2}\\\varphi _{5}&=&\pi -\varphi _{4}-\alpha _{3}&=&\varphi _{1}-\alpha _{1}+\alpha _{2}\\\varphi _{6}&=&\pi -\varphi _{5}-\alpha _{1}&=&\pi -\varphi _{1}-\alpha _{2}\\\varphi _{7}&=&\pi -\varphi _{6}-\alpha _{2}&=&\varphi _{1}\end{aligned}}},
ce qui montre que le septième cercle est bien égal au premier.
Premier cas particulier

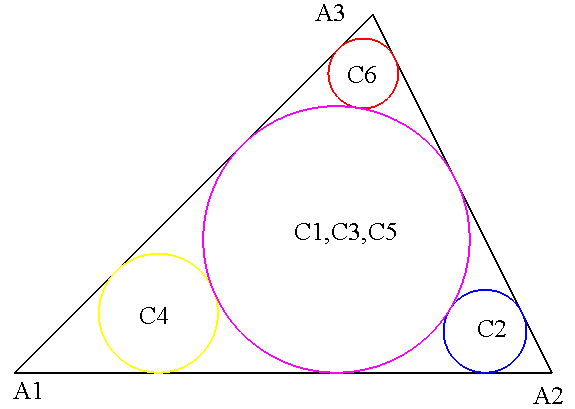
Dans le cas où C1 est le cercle inscrit du triangle, C3 et C5 le seront également et il compte pour trois cercles.

Si le premier cercle est le cercle inscrit ({\displaystyle \varphi _{1}=\alpha _{1}}), les cercles {\displaystyle C_{3}} et {\displaystyle C_{5}} sont égaux à ce cercle : les six cercles se réduisent à 4. Les trois "petits" cercles sont définis par {\displaystyle \varphi _{2}=\pi -\alpha _{1}-\alpha _{3},\varphi _{4}=\pi -\alpha _{3}-\alpha _{2},\varphi _{6}=\pi -\alpha _{2}-\alpha _{1}}. 
Leurs rayons sont donc donnés par : {\displaystyle {\frac {r_{2}}{r}}={\frac {\cos ^{2}(\alpha _{1}+\alpha _{3})}{\cos ^{2}\alpha _{2}}},{\frac {r_{4}}{r}}={\frac {\cos ^{2}(\alpha _{3}+\alpha _{2})}{\cos ^{2}\alpha _{1}}},{\frac {r_{6}}{r}}={\frac {\cos ^{2}(\alpha _{2}+\alpha _{1})}{\cos ^{2}\alpha _{3}}}}.
La figure formée est celle d'un sangaku de 1814 , et apparaît aussi dans un ouvrage de Seiyo Sanpo en 1781 , ainsi que dans le Ladies' diary en 1730 , corrigé en 1817 . 
La relation demandée dans ces ouvrages est, avec les notations de cette page : {\displaystyle r={\sqrt {r_{2}r_{4}}}+{\sqrt {r_{4}r_{6}}}+{\sqrt {r_{6}r_{2}}}}. 
Deuxième cas particulier

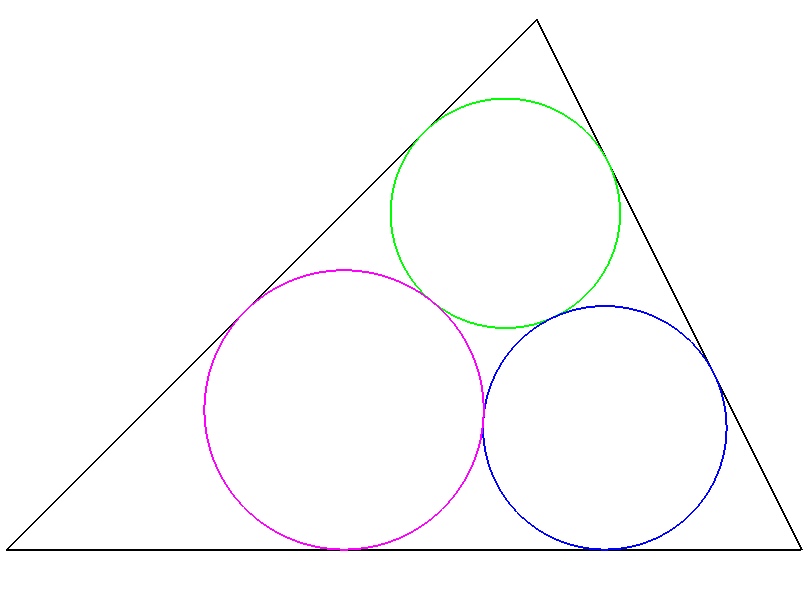
Si on choisit les angles tels que C1 et C4 soient égaux, on retrouve la construction des cercles de Malfatti.

Si l'on force le quatrième cercle à être égal au premier, le cycle des cercles est d'ordre trois, et on obtient les cercles de Malfatti.
Les formules deviennent :
{\displaystyle {\begin{aligned}\varphi _{1}&=&\varphi _{4}&=&{\dfrac {1}{2}}(\pi +\alpha _{1}-\alpha _{2}-\alpha _{3})\\[4pt]\varphi _{2}&=&\varphi _{5}&=&{\dfrac {1}{2}}(\pi -\alpha _{1}+\alpha _{2}-\alpha _{3})\\[4pt]\varphi _{3}&=&\varphi _{6}&=&{\dfrac {1}{2}}(\pi -\alpha _{1}-\alpha _{2}+\alpha _{3})\end{aligned}}}
Ceci permet de construire ces cercles.